# Francine Houbenová
Francine Marie Jeanne Houbenová (nepřechýleně Houben; * 2. července 1955 Sittard) je nizozemská architektka. Její tvorba vychází z neoavantgardy a snaží se atakovat všechny smysly, zaměřuje se na propojení architektury s městskou krajinou a na využívání ekologicky šetrných technologií.
Absolvovala Delftskou technologickou univerzitu a v roce 1984 byla spoluzakladatelkou ateliéru Mecanoo. Působila jako kurátorka rotterdamského bienále architektů, je členkou Královské nizozemské akademie věd a umění a hostovala na Harvardově univerzitě. Je autorkou knih People Place Purpose a Compositie, Contrast, Complexiteit, píše o architektuře pro deník Het Financieele Dagblad. K jejím významným realizacím patří knihovna delftské univerzity, kancelářská budova FiftyTwoDegrees v Nijmegenu (pojmenovaná podle toho, že město leží na 52. stupni severní šířky), námořní muzeum Kaap Skil na ostrově Texel, mrakodrap Montevideo Tower v Rotterdamu, divadlo La Llotja ve španělském městě Lleida, výstavní síň HOME v Manchesteru nebo největší veřejná knihovna v Evropě v Birminghamu (projekt byl nominován na Stirlingovu cenu).
V roce 2008 získala Francine Houbenová cenu Veuve Clicquot pro podnikatelku roku a v roce 2016 jí Univerzita v Utrechtu udělila čestný doktorát. Londýnský Architects' Journal ji vyhlásil architektkou roku 2014.

## Fotogalerie

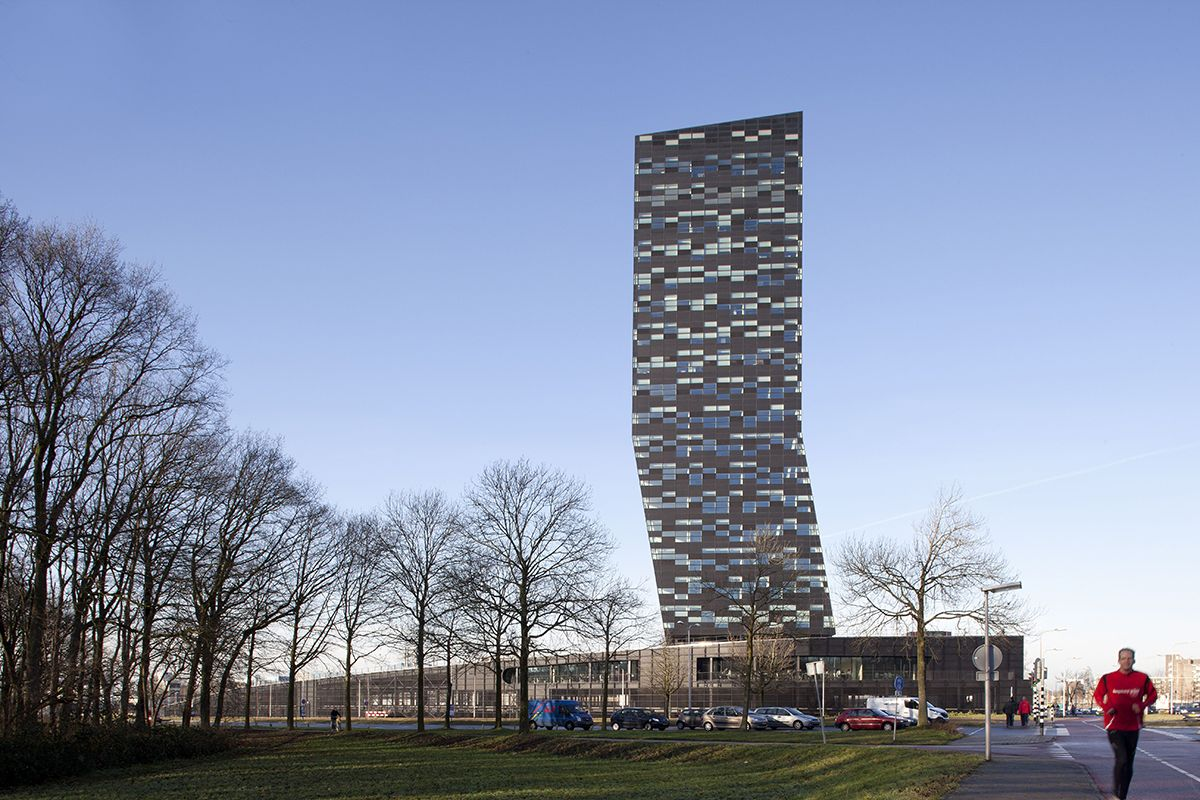
FiftyTwoDegrees
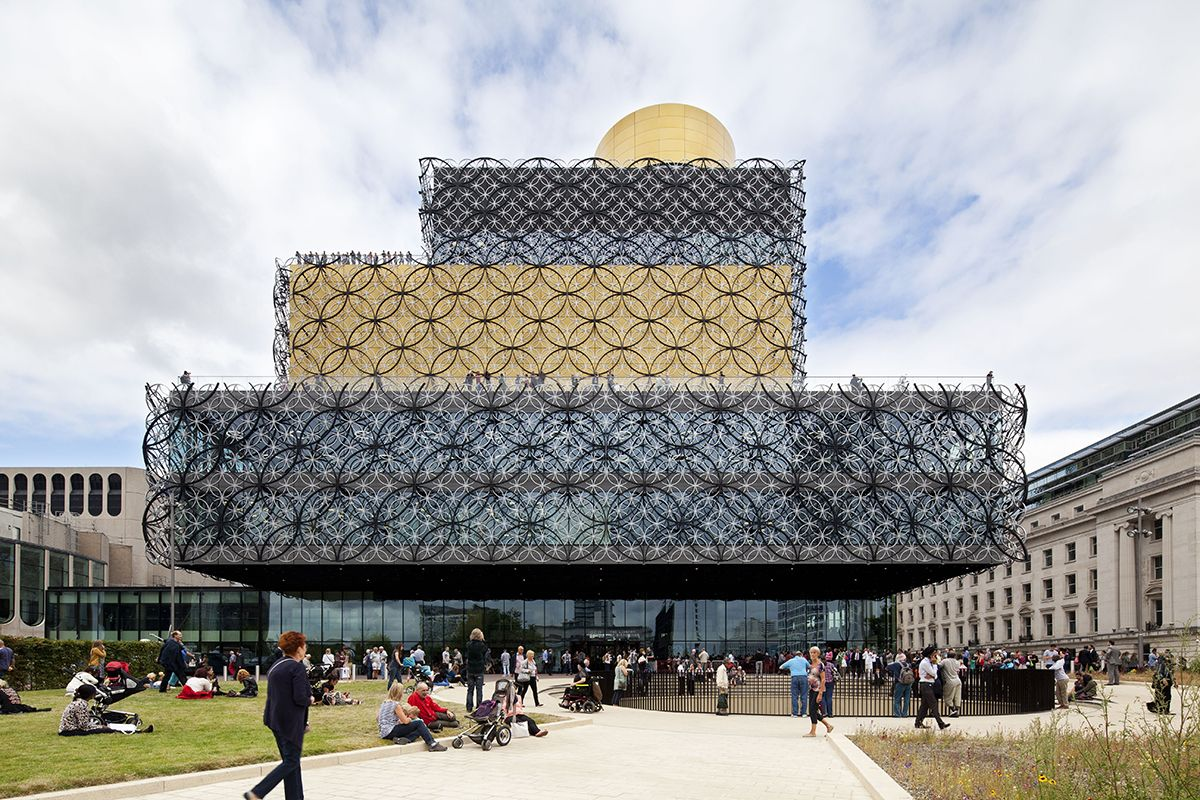
Knihovna v Birminghamu
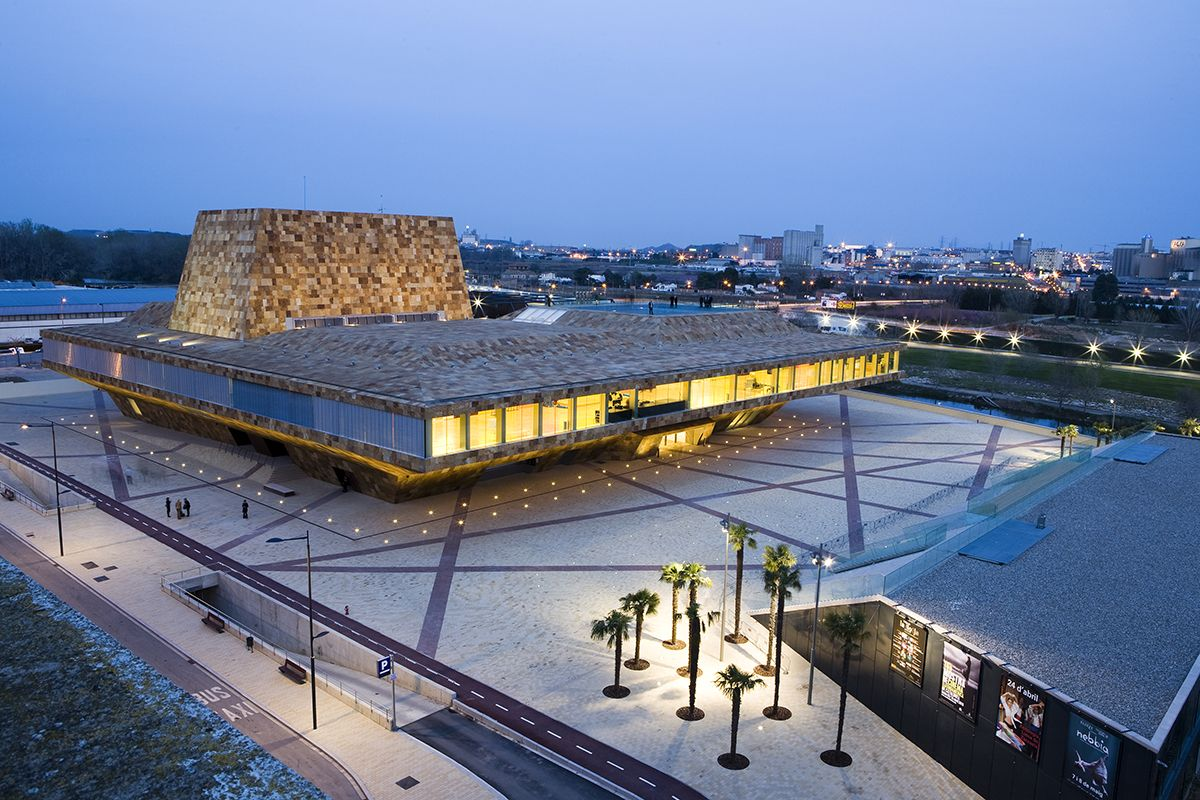
La Llotja